# Year Zero
Year Zero (também conhecido como Halo 24 e no Japão com o sub-título Zero-Gen-Ten) é o quinto álbum de estúdio da banda de rock industrial estado-unidense Nine Inch Nails, lançado em 16 de abril de 2007 pela Interscope Records, e foi composto por Trent Reznor durante a turnê em suporte do lançamento anterior do grupo, With Teeth (2005). Em contraste com o estilo introvertido de composição que Reznor utilizava em discos anteriores, Year Zero é um álbum conceitual que critica políticas contemporâneas do governo dos Estados Unidos ao apresentar uma visão distópica do ano 2022, e faz parte de um projeto Year Zero mais amplo que inclui um álbum de remixagens, um alternate reality game, um potencial projeto televisivo ou cinematográfico e uma possível seqüência. O alternate reality game de Year Zero expandiu sobre a linha narrativa do álbum usando mídias como websites, mensagens de telefone pré-gravadas, e murais.
Year Zero recebeu análises geralmente positivas, muitas das quais também foram favoráveis ao alternate reality game acompanhante. O álbum produziu dois singles, "Survivalism" e "Capital G", o último sendo um single promocional. Disputas surgiram entre Reznor e a Universal Music Group, a companhia que detém a Interscope Records, quanto ao preço do álbum no exterior. Seguindo o lançamento de Year Zero, Nine Inch Nails cumpriu seu contrato com a Interscope, e a banda procedeu como independente de qualquer representação de gravadoras.

## Gravação

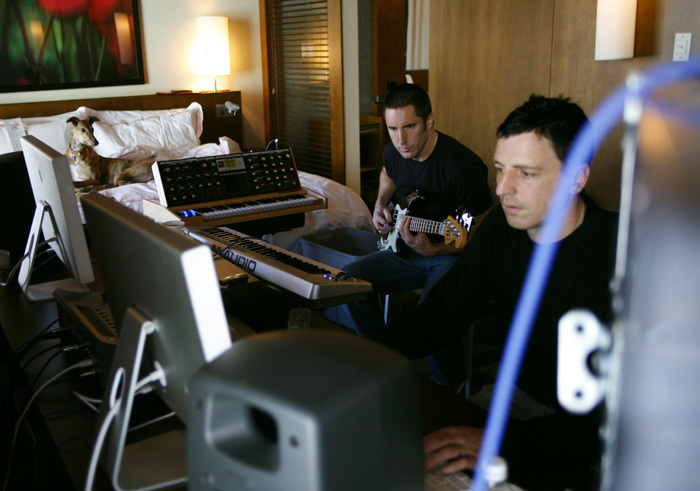
Reznor e Atticus Ross em um quarto de hotel gravando Year Zero em 2006, durante a turnê em suporte à With Teeth.

Em uma entrevista para a Kerrang! em 2005, Trent Reznor expressou suas intenções de escrever material para um novo lançamento enquanto em turnê em suporte do quinto álbum do grupo, With Teeth (2005). Reznor, segundo boatos, teria começado a trabalhar no novo álbum em setembro de 2006. Durante a turnê, Reznor delineou grande parte da direção musical do álbum em seu laptop. Reznor contou a Kerrang! numa entrevista posterior, "Quando eu estava na turnê [Live: With Teeth], para me manter ocupado eu apenas realmente fiquei recluso e estava trabalhando com música o tempo inteiro, então isto me manteve num modo criativo e quanto eu terminei a turnê eu senti como se não estivesse cansado e queria continuar com isso". As limitações do delineamento da direção musical do álbum em um ônibus de turnê forçou Reznor a trabalhar diferentemente de como ele teria em outra situação. Reznor disse, "Eu não tinha guitarras ao redor porque era muita confusão … Foi outra limitação criativa … Se eu estivesse em meu estúdio, eu teria feito as coisas da maneira que eu normalmente as faço. Mas não ter tido a habilidade de fazer isso me forçou a tentar algumas coisas que eram divertidas de fazer".
Ao final da turnê, Reznor começou o trabalho dos conceitos líricos do álbum, tentando fugir de sua abordagem tipicamente introspectiva. Reznor tomou como inspiração suas preocupações com o estado de assuntos nos Estados Unidos e o que ele envisionava como a direção política, espiritual e social do país. Year Zero foi mixado em janeiro de 2007, e Reznor comentou em seu blog que o álbum estava terminado a partir de 5 de fevereiro. O orçamento do álbum foi estimados US$2 milhões, porém uma vez que Reznor compôs a maior parte do álbum sozinho em seu laptop e em seu próprio estúdio, a maioria do orçamento ao invés foi para a extensa campanha promocional acompanhante.

## Música
Reznor chamou Year Zero de uma "mudança na direção" no sentido de que "não soa como With Teeth". Ele também disse que quando termina um novo álbum, ele tem que "entrar em conflito com as pessoas cujo trabalho é descobrir como vender o disco. A única vez em que isso não aconteceu foi com 'With Teeth'. Desta vez, no entanto, [eu estava] esperando uma batalha épica. Este não é um álbum amigável e ele certamente não soa como nada que esteja por aí agora".
Quinze faixas originais foram consideradas para inclusão no álbum, que Reznor descreveu como "Altamente conceitual. Bem barulhento. Legal pra caramba". Reznor também descreveu o álbum como uma "coisa tipo colagem-de-som", citando como inspiração musical os primeiros discos do Public Enemy, especificamente as técnicas de produção de The Bomb Squad.. A maior parte dos elementos musicais de Year Zero foram criados por Reznor somente no seu laptop, ao contrário do cheio de instrumentos With Teeth. A análise da All Music Guide descreveu o som de laptop mixado do álbum: "guitarras gritantes contra glitches, bips, estalos, e manchas de ataques sônicos embaçados. Percussão aparece vasta, distorcida, orgânica, em loops, fodida, enrolada e quebrada". Muitas análises do álbum compararam seu som eletrônico com lançamentos prévios do Nine Inch Nails como The Downward Spiral e The Fragile, enquanto contrastando seus sons altamente modificados para a abordagem mais "orgânica" de With Teeth. Muitos críticos também comentaram no tom geral do álbum, incluindo descrições como "muitos ambientes prata e cinza" e referências ao "tom oblíquo" do álbum.The New York Times analisou descrevendo o som dizendo "batidas pesadas são suavizadas com distorção, a amortece o furor, sorrateiras linhas de baixo flutuam entre a superfície". O artigo continuou descrevendo faixas individuais: "E como sempre, a música é cheia de detalhes: "Meet Your Master" passa por pelo menos três ciclos de decadência e renascimento; parte da diversão de "The Warning" é rastrear os timbres sempre mutáveis".
Muitas das canções no álbum mostram um final instrumental estendido, que inclui a segunda parte inteira da música de três minutos "The Great Destroyer". O álbum foi co-produzido por Reznor e Atticus Ross, mixado pelo colaborador de longa data Alan Moulder, e masterizado por Brian Gardner. O álbum mostra contribuições instrumentais pelo membro da banda ao vivo Josh Freese e vocais de apoio por Saul Williams.[carece de fontes?]

## Promoção
Em uma entrevista para a revista Kerrang!, Reznor deu a entender que o álbum era "parte de um cenário maior de um número de coisas em que eu estou trabalhando". Em fevereiro de 2007 fãs descobriram que uma nova camisa de turnê do Nine Inch Nails continha letras destacadas que formavam as palavras "I am trying to believe". Esta frase foi registrada como uma URL, e logo diversos sites relacionados também foram descobertos na extensão do IP, todos descrevendo uma visão distópica do ficcional "year 0000". Foi mais tarde reportado que a 42 Entertainment havia criado estas páginas para promover Year Zero como parte de um alternate reality game.
A história de Year Zero se situa nos Estados Unidos no ano 2022; ou "Year 0" (Ano 0) segundo o governo estado-unidense, sendo o ano que os Estados Unidos foram renascidos. Os Estados Unidos sofreram vários ataques terroristas, e em resposta o governo tomou o controle absoluto do país e reverteu a uma teocracia fundamentalista cristã. O governo mantém controle da população através de instituições como o Bureau of Morality e a First Evangelical Church of Plano, assim como aumentou a vigilância e entorpecimento secreto da água de torneira com um sedativo suave. Em resposta à opressão crescente do governo, diversos websites corporativos, governamentais e subversivos foram transportados de volta no tempo ao presente por um grupo de cientistas trabalhando clandestinamente contra o governo autoritário. Os websites-do-futuro foram enviados ao ano 2007 para alertar o povo estado-unidense do futuro distópico iminente e impedi-lo de ser formado em primeiro lugar.
O jogo de Year Zero consiste de uma série de websites, números de telefone, e-mails, vídeos, MP3s, murais, e outras mídias que expandiram sobre a narrativa ficcional do álbum. Cada novo pedaço de mídia continha várias dicas e pistas para descobrir a próxima, dependendo da participação de fãs para descobrir cada nova faceta do jogo expansivo. Rolling Stone descreveu o envolvimento dos fãs nesta promoção como "o sonho de uma equipe de marketing". Reznor, entretanto, argumentou que "marketing" era uma descrição imprecisa do jogo, e que isso "não era algum tipo de truque para fazer você comprar um álbum – isso É a forma da arte" (sic).

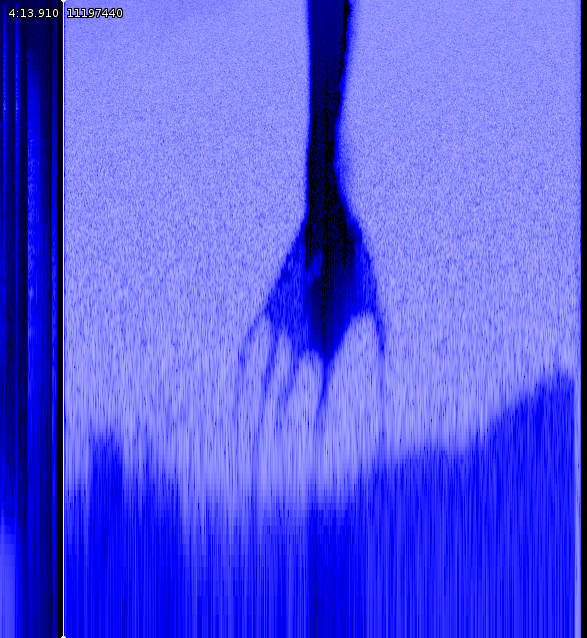
Um espectrograma do barulho no final de "My Violent Heart", uma das faixas no USB drive encontrado em um concerto em Portugal.

Parte desta campanha promocional envolveu USB drives que foram deixados nos locais de concerto para fãs encontrarem durante a turnê europeia de 2007 do Nine Inch Nails. Durante um concerto em Lisboa, um USB flash drive foi encontrado em um assento de banheiro contendo uma MP3 de alta qualidade da faixa "My Violent Heart", uma canção do então-inédito álbum. Outros USB drives foram encontrados em concertos em Barcelona, Espanha, contendo a faixa "Me, I'm Not", e em Manchester, Inglaterra, com a faixa "In This Twilight". As mensagens encontradas nos drives e roupas de turnê levaram a websites adicionais e imagens do jogo, e o lançamento prévio de várias canções inéditas do álbum. Seguindo a descoberta dos USB drives, os arquivos de áudio em alta qualidade rapidamente circularam a internet. Donos dos websites que hospedavam os arquivos logo receberam mandados de tutela inibitória da Recording Industry Association of America, ainda que a Interscope houvesse sancionado a campanha viral e o lançamento prévio das faixas. Reznor falou ao The Guardian:
O USB drive foi simplesmente um mecanismo de vazar a música e os dados que nós queríamos que estivessem por aí. O veículo do CD está ultrapassado e é irrelevante. É mesmo dolorosamente óbvio o que as pessoas querem – música livre de GDD com as quais eles possam fazer o que quiser. Se a gananciosa indústria fonográfica abraçasse esse conceito eu verdadeiramente acho que as pessoas pagariam por música e consumiriam mais dela.
Em 22 de fevereiro de 2007 um teaser trailer foi lançado através da página oficial do Year Zero. Mostrava um relance rápido de uma placa de rodovia azul que dizia "I AM TRYING TO BELIEVE", assim como um relance distorcido de "The Presence" da capa do álbum. Um frame no teaser levou os fãs a uma URL contendo a capa do álbum completa. Em março, os arquivos de áudio em multi-track do primeiro single de Year Zero, "Survivalism", foram lançados no formato GarageBand para os fãs remixarem. Os arquivos multitrack para "Capital G", "My Violent Heart" e "Me, I'm Not" foram lançados em 26 de abril; "The Beginning of the End", "Vessel" e "God Given" foram lançados em 12 de junho. Em resposta a um vazamento antecipado do álbum, ele foi inteiramente disponibilizado para streaming no MySpace da banda em 10 de abril.

### Temas
Os designs de merchandise da turnê de 2006 do Nine Inch Nails apresentava referências evidentes ao Exército dos Estados Unidos, as quais Reznor afirmou "refletia direções futuras". Reznor mais tarde descreveu Year Zero como "a trilha sonora de um filme que não existe". O álbum critica as políticas do governo estado-unidense, e "pode ser sobre o fim do mundo". Reznor especificamente citou o que ele rotulava como a "erosão das liberdades" e "a maneira como nós tratamos o resto do mundo e nossos próprios cidadãos". Reznor havia previamente chamado os resultados das eleições de 2004 nos Estados Unidos como "um passo mais próximo ao fim do mundo".
Apesar de a história ficcional começar em janeiro de 2007, a linha do tempo do álbum e alternate reality game menciona eventos históricos, como os ataques de 11 de setembro e a Guerra do Iraque. A partir disso, eventos ficcionais levam ao caos mundial, incluindo ataques bioterroristas, os Estados Unidos engajando uma guerra nuclear com Irã, e a eliminação das liberdades civis estado-unidenses nas mãos da agência governamental ficcional The Bureau of Morality. Embora seja ficcional, um colunista do The Hartford Courant comentou "O que é assustador é que isto não parece tão faz-de-conta quanto deveria, dadas recentes revelações sobre o abuso do Patriot Act pelo FBI e as declarações com duplo sentido de discordância-iguala-deslealdade vindas de Washington em anos recentes".

### Performance 2007

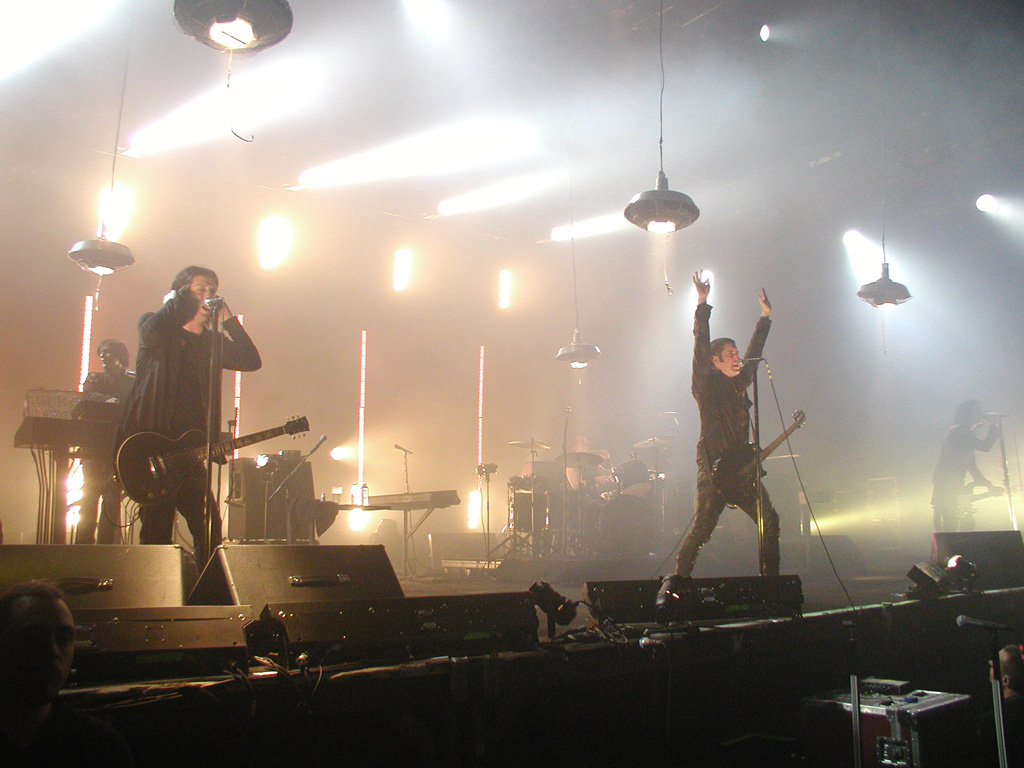
Nine Inch Nails durante concerto da turnê Performance 2007, em Munique, Alemanha.

Após dar um tempo das turnês para completar o trabalho em Year Zero, a banda ao vivo embarcou em uma turnê mundial em 2007 chamada Performance 2007, que incluiu a primeira performance na China e a segunda passagem da banda por um país lusófono - desta vez Portugal, com três concertos seguidos em Lisboa, nos quais foram apresentadas três canções inéditas em sua forma ao vivo: "Last", "We're In This Together" e a versão Still de "The Fragile". Reznor continuou a realizar concertos com a mesma banda com a qual concluiu as turnês anteriores: Aaron North, Jeordie White, Josh Freese, e Alessandro Cortini. A turnê se estendeu por 91 datas pela Europa, Ásia, Austrália, e Havaí.
Ao final da turnê, Reznor afirmou que acabaria com a "forma de banda de rock" de sua banda ao vivo após o concerto de 8 de setembro de 2007 em Honolulu, Havaí, e exploraria outros meios de tocar o material do Nine Inch Nails em turnês subseqüentes, o que de fato significaria apenas a saída de Aaron North e Jeordie White.[carece de fontes?]
Entre as partes da turnê, Nine Inch Nails fez uma apresentação como parte do jogo de Year Zero. Um pequeno grupo de fãs recebeu chamadas de telefone ficcionais do jogo que os convidavam para um "encontro da resistência" em um estacionamento em Los Angeles. Àqueles que compareceram foram dados "kits de resistência", alguns dos quais continham celulares que mais tarde informariam os participantes de mais detalhes. Após receber instruções pelos celulares, fãs que compareceram a reunião ficcional Art Is Resistance em Los Angeles foram recompensados com uma performance não anunciada do Nine Inch Nails. O concerto acabou rápido quando a reunião foi invadida por um time da SWAT ficcional e os espectadores foram evacuados para fora do prédio.

## Arte
Todo o trabalho de arte para Year Zero foi criado por Rob Sheridan, diretor de arte atuante do Nine Inch Nails, que também é creditado pelo trabalho de arte em With Teeth, entre outros lançamentos do Nine Inch Nails desde 2000. A arte de capa mostrando "The Presence" a partir da visão de um indivíduo em um automóvel,[carece de fontes?] segue os temas de seu alternate reality game, assim como o feito com seus singles e derivados. O álbum contém uma face de CD termo-cromo sensível ao calor que aparece preto quando primeiramente aberto, mas revela um código binário preto em um fundo branco quando calor é gerado a partir do álbum ter sido tocado. A seqüência binária traduz para "exterminal.net", o endereço de um website envolvido no alternate reality game. Reznor mostrou desprazer com os $10 extras adicionados ao preço do CD na Austrália para a termo-cobertura, dizendo que só custava um extra de 83¢ por CD e que o custo extra saiu de seu bolso.
Incluído com o álbum está uma pequena inserção: um aviso do fictício United States Bureau of Morality (USBM), com um número de telefone para reportar as pessoas que "engajaram-se em atos subversivos". Quando o número é discado, uma gravação do USBM é tocada, declarando que "Ao ligar neste número, você e sua família estão implicitamente se declarando culpados pelo consumo de mídia antiamericana e foram sinalizados como militantes em potencial".

## Lançamento e recepção
Seguindo seu lançamento em abril de 2007, Year Zero vendeu mais de 187.000 cópias em sua primeira semana. O álbum alcançou a segunda posição na Billboard 200 e alcançou no top 10 em seis outros países, incluindo Austrália, Canadá e o Reino Unido. O primeiro single do disco, "Survivalism", alcançou a 68ª posição na Billboard Hot 100, e ficou no topo das paradas de singles canadense e na Modern Rock. O single promocional de "Capital G" conseguiu a sexta posição  na parada Modern Rock.
Em uma atualização do website oficial do Nine Inch Nails, Reznor condenou a Universal Music Group — a companhia dona da Interscope Records — por seus planos de preços e promocionais para Year Zero. Ele chamou o preço de varejo da companhia para Year Zero na Austrália como "ABSURDO" (sic), concluindo que "como recompensa por ser um 'fã verdadeiro', você é roubado". Reznor continuou dizendo que à medida que "o clima se torna mais e mais desesperador para as gravadoras, a resposta delas para seu basicamente ferimento auto-infligido parece ser ferrar o consumidor cada vez mais". A atualização de Reznor, especialmente seu criticismo com a indústria das gravadoras em geral, gerou considerável atenção da mídia. Reznor continuou seu ataque à Universal Music Group durante um concerto em setembro de 2007 na Austrália, onde ele incitou fãs lá a "roubar" sua música online ao invés de comprá-la legalmente. Reznor continuou a encorajar a plateia para "roubar e roubar e roubar e roubar mais um pouco e dar tudo para seus amigos e continuando a roubar". Apesar da Universal nunca ter respondido publicamente ao criticismo, um porta-voz para a Australian Music Retailers Association disse "É o mesmo preço na Austrália como é nos EUA por causa do acondicionamento extra". Devido a disputa dos preços, planos para lançar um maxi-single de "Capital G" na Europa foram descartados. A faixa foi ao invés lançada como single promocional, sem um número Halo, diferente da maior parte dos lançamentos oficiais do Nine Inch Nails.
Year Zero foi o último álbum de estúdio do Nine Inch Nails lançado pela Interscope. Reznor anunciou em outubro de 2007 que o Nine Inch Nails havia cumprido seus compromissos contratuais com a Interscope e podia proceder "livre de qualquer contrato de gravação com qualquer selo", efetivamente terminando o relacionamento da banda com sua gravadora.

## Recepção da crítica
| Críticas profissionais | Críticas profissionais |
| Avaliações da crítica  | Avaliações da crítica  |
| Fonte                  | Avaliação              |
| ---------------------- | ---------------------- |
| All Music Guide        | [ 69 ]                 |
| Alternative Press      | (5/5)                  |
| Rolling Stone          | [ 71 ]                 |
| Entertainment Weekly   | (B+)                   |
| NME                    | (5/10)                 |
| Pitchfork Media        | (6.7/10)               |
| PopMatters             | (6/10)                 |
| Robert Christgau       | (A−)                   |
| Blabbermouth           | (9/10)                 |

A resposta da crítica ao álbum foi geralmente favorável, com uma nota média de 76% baseada em 28 análises no Metacritic. Robert Christgau descreveu Year Zero como o  "o álbum mais melodioso" de Reznor, enquanto Thomas Inskeep da revista Stylus o elogiou como "um dos álbuns de 'rock' mais inovadores a surgir em um bom tempo". Rob Sheffield da Rolling Stone chamou o álbum de o mais forte, estranho e complexo disco desde The Downward Spiral", e concluiu que "ele conseguiu sua bravata de volta". Rolling Stone o colocou na 21º posição em sua lista dos "Top 50 Albums of 2007".
Entretanto, algumas análises foram mais críticas; a revista Spin resumiu o álbum dizendo que "As canções se arrastam no meio, refrões se tornam permutáveis, e muitas faixas terminam com o mesmo gaguejo eletrônico". A revista Hot Press teve uma reclamação similar: "Diversas faixas aqui seguem uma fórmula similar e frustrante. Durante três minutos elas mostram as piores tendências de Reznor; a grosseira lentidão dos refrões, o gemido roucos dos vocais".
Vários críticos também comentaram sobre o alternate reality game acompanhante. Ann Powers do The Los Angeles Times elogiou o conceito do álbum e do jogo como "um casamento total das estéticas do pop e dos jogadores que destranca as jaulas enferrujadas da indústria fonográfica e soluciona problemas essenciais que a música rock enfrenta enquanto sua dominância cultural se transforma em pó". Em relação a declinante indústria fonográfica, Joseph Jaffe da Brandweek comentou que tamanhas "medidas misteriosas de marketing […] são o que é desesperadamente necessário para ganhar atenção nesta era incerta de dilemas de distribuição e vendas em queda", também elogiou grupos como o Nine Inch Nails e Radiohead por serem "mais inovadores que os mercadizadores".
Sobre o mundo fictício descrito no álbum e campanha promocional, The Cleveland Free Times comentou que o mundo e os personagens romanceados do álbum "freqüentemente parecem desajeitados e forçados", mas também reconheceu que "sua claustrofobia acumulada combinou com seu assunto". Ann Powers adicionou, "As canções em 'Year Zero', cada uma a partir da perspectiva de um personagem ou personagens já existentes no ARG, traçam uma conexão entre a apaixonada identificação dos fãs de música com canções e a experiência de se tornar outra pessoa online do jogador".
O alternate reality game para Year Zero ganhou diversos prêmios em 2008, entre eles dois em Cannes, o Grand Prix na categoria "Viral Marketing" e o Leão de Prata na categoria "Integrated Campaign"; dois Webbys People's Voice Award, um na categoria "Branded Content" e o outro na categoria "Integrated Campaigns"; e um Bronze no Clio Award.

## Projetos relacionados
Um álbum remix, intitulado Year Zero Remixed, foi lançado em novembro de 2007. Devido a expiração de seu contrato com a Interscope Records, o lançamento, marketing e promoção do álbum estiveram completamente sob o controle de Reznor. O álbum contou com remixagens de artistas incluindo The Faint, Ladytron, Bill Laswell, Saul Williams, Olof Dreijer do The Knife, e Sam Fogarino do Interpol. O próprio Reznor encoraja fortemente remixagens das canções tiradas do álbum feitas pelos fãs, como evidenciado por sua decisão de carregar cada canção em forma multi-track para o então recém-lançado website de remix do Nine Inch Nails.  Versões instrumentais de canções no Year Zero estão disponíveis na página para download em múltiplos formatos, incluindo MP3, WAV, GarageBand, e Ableton Live.[carece de fontes?]
Kerrang! Radio reportou que Reznor estava em negociações quanto a uma versão filmada do projeto Year Zero. Reznor desde então comentou que está atualmente mais interessado em um projeto televisivo, do que um cinematográfico. Em agosto de 2007, ele revelou que um produtor está envolvido no projeto, que ele se encontrou com roteiristas, e que ele está jogando a ideia às redes de televisão. Desde de anunciar pela primeira vez seus planos para uma série de televisão, entretanto, o progresso está lento, segundo rumores devido a Greve do Writer's Guild of America em 2007. Apesar disto, Reznor comentou que o projeto está "ainda se mexendo", e que ele começou a trabalhar com o produtor de filmes estado-unidense Lawrence Bender.

## Faixas
| N.º | Título                         | Duração |  |
| 1.  | "Hyperpower!"                  | 1:42    |  |
| 2.  | "The Beginning Of The End"     | 2:47    |  |
| 3.  | "Survivalism"                  | 4:24    |  |
| 4.  | "The Good Soldier"             | 3:23    |  |
| 5.  | "Vessel"                       | 4:53    |  |
| 6.  | "Me, I'm Not"                  | 4:52    |  |
| 7.  | "Capital G"                    | 3:50    |  |
| 8.  | "My Violent Heart"             | 4:14    |  |
| 9.  | "The Warning"                  | 3:39    |  |
| 10. | "God Given"                    | 3:51    |  |
| 11. | "Meet Your Master"             | 4:09    |  |
| 12. | "The Greater Good"             | 4:52    |  |
| 13. | "The Great Destroyer"          | 3:17    |  |
| 14. | "Another Version Of The Truth" | 4:09    |  |
| 15. | "In This Twilight"             | 3:34    |  |
| 16. | "Zero-Sum"                     | 6:15    |  |

## Créditos
- Trent Reznor: performance
- Josh Freese: bateria. "Hyperpower!". [S.l.]: e "Capital G".
- Saul Williams: vocal de apoio em "Survivalism" e "Me, I'm Not"
- Jeff/Geoff Gallegos: arranjos musicais de sopro, saxofone barítono. Capital G. [S.l.: s.n.]
- Matt Demeritt: saxofone tenor
- Elizabeth Lea: trombone
- William Artope: corneta

### Técnicos de Produção
- Produção: Trent Reznor e Alan Moulder
- Engenharia de som: Trent Reznor, Alan Moulder, Atticus Ross, Brett Bachemin, Doug Trantow e Alan Mason
- Assistente de engenharia de som: Steve Genewick
- Masterização: Brian Gardner (Bernie Grundman Mastering -  Hollywood, Califórnia)

## Posições nas paradas
| Parada                        | Melhor posição |
| ----------------------------- | -------------- |
| Billboard 200                 | 2              |
| Billboard Top Internet Albums | 2              |
| Billboard Top Rock Albums     | 24             |
| Australian Albums Chart       | 5              |
| Austrian Albums Chart         | 4              |
| Canadian Albums Chart         | 3              |
| Finnish Albums Chart          | 5              |
| French Albums Chart           | 17             |
| German Albums Chart           | 6              |
| Dutch Albums Chart            | 25             |
| New Zealand Albums Chart      | 20             |
| Swiss Albums Chart            | 13             |
| UK Albums Chart               | 6              |

| Canção                                             | Melhor posição na parada | Melhor posição na parada | Melhor posição na parada | Melhor posição na parada | Melhor posição na parada | Melhor posição na parada |
| Canção                                             | US                       | US Mod                   | US Main                  | CAN                      | UK                       | FIN                      |
| -------------------------------------------------- | ------------------------ | ------------------------ | ------------------------ | ------------------------ | ------------------------ | ------------------------ |
| "Survivalism"                                      | 68                       | 1                        | 14                       | 1                        | 29                       | 7                        |
| "Capital G"                                        | —                        | 6                        | 25                       | —                        | 140                      | —                        |
| "—" denota um lançamento que não entrou na parada. |                          |                          |                          |                          |                          |                          |